# Ala (Macedo de Cavaleiros)
Ala é uma povoação portuguesa do Município de Macedo de Cavaleiros que foi sede da extinta Freguesia de Ala, freguesia que tinha 33,76 km² de área e 417 habitantes (2011), e, por isso, uma densidade populacional de 12,4 hab/km².
A Freguesia de Ala foi extinta (agregada) pela reorganização administrativa de 2012/2013, tendo o seu território sido agregado ao da Freguesia de Vilarinho do Monte para criara a nova União de Freguesias de Ala e Vilarinho do Monte.

## População
| População da freguesia de Ala | População da freguesia de Ala | População da freguesia de Ala | População da freguesia de Ala | População da freguesia de Ala | População da freguesia de Ala | População da freguesia de Ala | População da freguesia de Ala | População da freguesia de Ala | População da freguesia de Ala | População da freguesia de Ala | População da freguesia de Ala | População da freguesia de Ala | População da freguesia de Ala | População da freguesia de Ala |
| ----------------------------- | ----------------------------- | ----------------------------- | ----------------------------- | ----------------------------- | ----------------------------- | ----------------------------- | ----------------------------- | ----------------------------- | ----------------------------- | ----------------------------- | ----------------------------- | ----------------------------- | ----------------------------- | ----------------------------- |
| 1864                          | 1878                          | 1890                          | 1900                          | 1911                          | 1920                          | 1930                          | 1940                          | 1950                          | 1960                          | 1970                          | 1981                          | 1991                          | 2001                          | 2011                          |
| 850                           | 792                           | 839                           | 849                           | 982                           | 889                           | 813                           | 959                           | 1 047                         | 1 036                         | 937                           | 839                           | 594                           | 497                           | 417                           |